# Harriet Hosmer

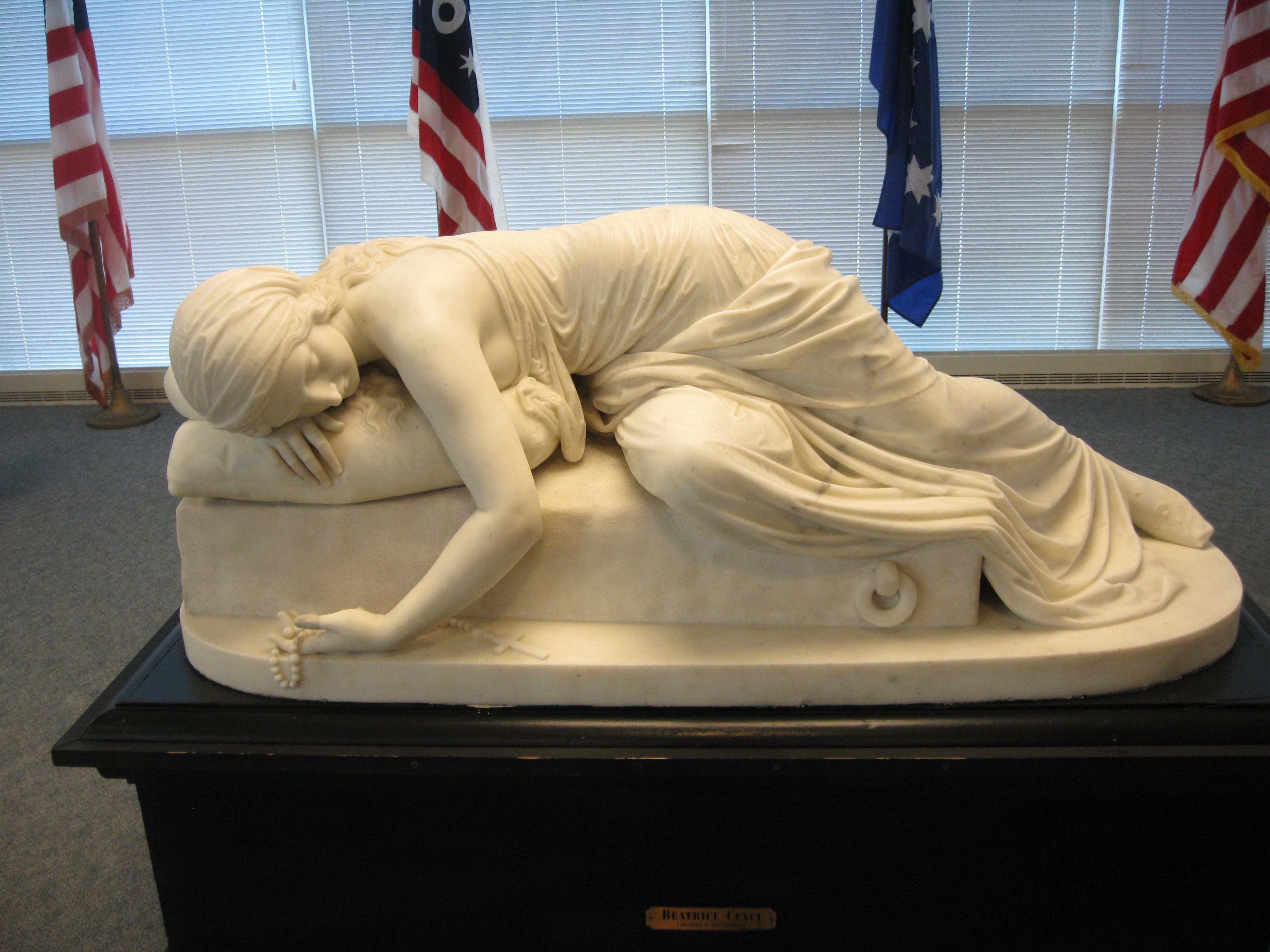
Beatrice Cenci realizada en 1857 por Harriet Hosmer.

Harriet Goodhue Hosmer (9 de octubre de 1830 - 21 de febrero de 1908) fue una escultora estadounidense.  Entre otras innovaciones técnicas, fue pionera en un proceso para convertir la piedra caliza en mármol. Hosmer vivió en una colonia de expatriados en Roma y entabló amistad con muchos escritores y artistas destacados.

## Biografía

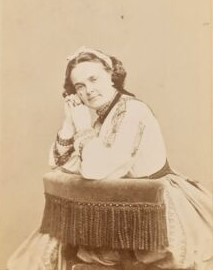
Harriet Hosmer, sculpturer, carte de visite c.1865

Harriet Hosmer nació el 9 de octubre de 1830, en Watertown, Massachusetts, y fue a la escuela in Lenox, Massachusetts. Su madre y tres de sus hermanos murieron durante su infancia. Era una niña delicada y su padre, el médico Hiram Hosmer, la animó a hacer ejercicio, con lo que se convirtió en una experta en remo, patinaje y montura. También la animó a seguir su pasión artística. Viajó sola hacia el oeste y visitó a la tribu de los Dakota.
Mostró una temprana aptitud para el modelado y estudió anatomía con su padre. Por influencia de un amigo de la familia, Wayman Crow, asistió a las clases de anatomía del Dr. Joseph Nash McDowell en el Missouri Medical College (entonces departamento médico de la universidad estatal).   Amplió estudios en Boston hasta 1852, cuando, con su padre y con su amante (de ella) Charlotte Cushman, se fue a Roma, donde desde 1853 hasta 1860 fue alumna del escultor inglés John Gibson, donde finalmente se le permitió estudiar modelos vivos.
Durante su estancia en Roma, que se asoció con Nathaniel Hawthorne, Bertel Thorvaldsen, William Makepeace Thackeray, George Eliot y George Sand, era frecuentemente invitada de los Browning en la Casa Guidi, en Florencia. Más tarde también residió en Chicago y Terre Haute, Indiana.
El novelista Henry James se refirió, de forma nada halagüeña, al grupo de mujeres artistas en Roma de la que formaba parte Harriet, como «El Rebaño blanco marmóreo», tomando prestado el término de Nathaniel Hawthorne en El fauno de mármol. Estas artistas incluían lesbianas como Anne Whitney, Emma Stebbins, Edmonia Lewis y heterosexuales como Louisa Lander, Margaret Foley, Florence Freeman y Vinnie Ream.

## Obras
- Thomas Hart Benton (sénateur), 1868 (Lafayette Square, St. Louis)
- Oenone, 1855 (Museo de Arte de San Luis)
- Beatrice Cenci (1577-1599), 1857, (the St. Louis Mercantile Library)
- Zenobia, Queen of Palmyra, 1857, (Instituto de Arte de Chicago)